# Viridien
Viridien — французская компания, осуществляет сбор, обработку и продажу геологической и геофизической информации. Штаб-квартира расположена в городе Масси близ Парижа.

## История
В 1926 году Конрад Шлюмберже вместе с братом Марселем основали компанию Société de Prospection électrique; позже она сменила название на Schlumberger. Эта компания занималась поиском нефтяных месторождений с помощью измерения электрического сопротивления горных пород. В 1931 году Конрад Шлюмберже основал Compagnie Générale de Géophysique (CGG, «Генеральную геофизической компанию»), которая начала применять другую технологию поиска месторождений — по преломлению сейсмических волн. Компания начала работу в 1932 году в Западной Африке, в первые 10 лет были реализованы проекты в Индии, на Ближнем Востоке, в Северной Америке и Венесуэле.
В 1956 году CGG стала полностью независимой от Schlumberger. Также в этом году была создана дочерняя компания Sercel по производству сейсмических датчиков и другого оборудования. В 1958 году CGG начала подводные сейсмические исследования. В 1960-х годах началась компьютеризация обработки данных; в 1984 году в штаб-квартире в Масси был установлен самый передовой на то время суперкомпьютер Cray-1S. С 1981 года акции компании котируются на Парижской фондовой бирже, с 1997 по 2018 год также входили в листинг Нью-Йоркской фондовой биржи.
В 2004 году было создано совместное предприятие Sercel-JunFeng в Хэбэе. В 2007 году была поглощена группа Veritas. Она образовалась в 1996 году в результате слияния американской Digicon и канадской Veritas Energy. Объединённая компания с 2007 по 2013 год называлась CGGVeritas.
В 2013 году у нидерландской компании Fugro было куплено подразделение сейсмических исследований.
В июне 2024 года название CGG было изменено на Viridien.

## Собственники и руководство
Акции компании котируются на бирже Euronext. По состоянию на конец 2023 года был один крупный акционер — бермудская инвестиционная компания Fidelity International (10,08 % акций).
- Филипп Салль (Philippe Salle, род. 17 мая 1965 года) — председатель совета директоров.
- Софи Зуркия (Sophie Zurquiyah, род. в 1966 году) — генеральный директор с апреля 2018 года, в компании с 2013 года, ранее работала в Schlumberger.

## Деятельность
Компания разрабатывает и внедряет технологии по изучению земной коры с помощью сейсмических исследований. Основная специализация — поиск и исследование нефтегазовых месторождений. В 2018 году компания начала переход от контрактного выполнения исследований к созданию геологических и геофизических атласов с последующей продажей доступа к ним.
Основу деятельности составляют центры обработки данных. Основные региональные центры находятся в Хьюстоне (Техас, США), Кроли (Великобритания) и Сингапуре, ещё 2 региональных центра расположены в Рио-де-Жанейро (Бразилия) и Масси (Франция). Также у компании есть 11 локальных центров и 7 центров, работающих с конкретными клиентами. Центры обеспечивают обработку и визуализацию данных, полученных в ходе сейсмических и геологических исследований. Общая производительность центров в 2023 году составляла около 500 петафлопс. Производство сейсмического оборудования осуществляется на заводах во Франции (2), США, Нидерландах, Сингапуре и КНР.
Подразделения компании по состоянию на 2023 год:
- Data, Digital & Energy Transition (цифровая и энергетическая трансформация) — сбор, обработка и продажа научной информации; 58 % выручки;
- Sensing & Monitoring (восприятие и мониторинг) — производство и продажа оборудования для сейсмических исследований под брендами Sercel, Metrolog, GRC, DeRegt и Geocomp, а также разработка сопутствующего программного обеспечения Geovation; 42 % выручки.

Выручка компании за 2023 год составила 1,1 млрд долларов США, её распределение по регионам: Европа, Ближний Восток и Африка — 38 %, Азиатско-Тихоокеанский регион — 29 %, Северная Америка — 23 %, Латинская Америка — 10 %. Крупнейшими рынками были США ($244 млн), КНР ($221 млн) и Норвегия ($178 млн).